# Héroes 360°
Héroes Evolutions es un juego en línea parecido a The Lost Experience, un juego creado por los productores de la serie Lost, en esta clase de juego en línea, el jugador va descubriendo más detalles desconocidos sobre la serie que le permiten avanzar en la trama de la misma, en el caso de Héroes Evolutions se pueden encontrar páginas ficticias como por ejemplo la de la compañía "PrimaTech Paper" que es la compañía donde trabajaba Noah Bennet, donde el jugador puede pedir empleo y así revelar más detalles de lo que hace la compañía.

## Páginas web deHeroes Evolutions
- El blog de Hiro Nakamura
- El MySpace de Claire Bennet
- El MySpace de Zach, el amigo de claire
- La página de Prima Tech paper
- El Tuenti de Mohinder Suresh